# Lijst van Belgische adelsverheffingen 1993
Personen die in 1993 in de Belgische adel werden opgenomen of een adellijke titel verkregen. Het waren de laatste adelsverheffingen van koning Boudewijn.

## Burggraaf
- Dirk Frimout, astronaut, erfelijke adel en persoonlijke titel burggraaf.

## Baron
- Lode Campo, persoonlijke adel en de titel baron.
- Ernest Krings, procureur-generaal Hof van Cassatie, erfelijke adel en persoonlijke titel baron.
- Herman Vanden Berghe, erfelijke adel en persoonlijke titel baron.
- Walter Van Gerven, erfelijke adel en persoonlijke titel baron.
- Jonkheer Charles Poswick, minister van defensie, persoonlijke titel baron, overdraagbaar op  Sophie Poswick, zijn nicht.
- Jonkheer Paul Roberti de Winghe (1927-2006), burgemeester van Bossut-Gottechain, de persoonlijke titel baron.
- Jonkheer Charles Roberti de Winghe (1927-2006), notaris, de persoonlijke titel baron.
- Ridder Philippe de Schoutheete de Tervarent (1932-2016), ambassadeur, de titel baron, overdraagbaar bij eerstgeboorte.
- Pierre de Tillesse, erfelijke adel en persoonlijke titel baron.
- Jean-Charles Velge, erfelijke adel en de persoonlijke titel baron.

## Barones
- Jacqueline Fontyn, persoonlijke adel met de titel barones.
- Marie-Mathilde Verstraeten (1898-2000), persoonlijke adel met de titel barones.

## Ridder
- Armand André (1924-2014), arts en hoogleraar, persoonlijke adel en de titel ridder
- Henri Douxchamps Segesser de Brunegg (1925-2019), ambassadeur, erfelijke adel met de persoonlijke titel ridder
- Vic Gentils, persoonlijke adel en de titel ridder
- Jacques Rogge, erfelijke adel en de persoonlijke titel ridder.
- André Schlim (1926-1999), vice-admiraal, persoonlijke adel en de titel ridder.
- Ferdinand Suykens, erfelijke adel en de persoonlijke titel ridder.
- Arthur Vandekerckhove (1928-2006), erfelijke adel en de persoonlijke titel ridder.
- Jacques Verdickt (1920-2011), erfelijke adel en de persoonlijke titel ridder.

## Jonkheer
- Léon Velge (1931-2012), erfelijke adel.
- Raymond Velge (1928-1993), erfelijke adel
- Pierre Watelet (1910-2009), notaris, erfelijke adel.